# Schnirch Emil
Schnirch Emil (Buda, 1822. május 31. – Budapest, 1884. március 8.) magyar orvos, királyi tanácsos, egy ideig Borsod megye főorvosa, később a Nagyszebeni Királyi Elmegyógyintézet első igazgatója 1863-tól 1868-ig, majd a Budapest–Lipótmezei Magyar Királyi Országos Tébolyda (később: Országos Pszichiátriai és Neurológiai Intézet) első igazgatója 1868-tól haláláig.

## Családja és származása
Apja Schnirch Ignác hites ügyvéd, anyja Burián Anna. Schnirch Emil leánytestvérei: Schnirch Karolina, akinek a férje Khoór József (1817–1880), fővárosi iparrajziskolai tanító, Schnirch Franciska (1824–1877), akinek a férje Goczigh Ignác (1812–1890), hites ügyvéd, királyi pénzügyi tanácsos, Schnirch Gabriella, Seidl Ferenc neje, valamint Töpliné Schnirch Rózsa. Fivére Schnirch Ignác (1828–1876), kegyesrendi áldozópap, észak amerikai hittérítő.

## Élete
Az 1850-es években mint Borsod megye főorvosa a miskolci közkórház körül sok érdemet szerzett. Később Nagyszebenbe ment, ahol az 1863-ban megnyílt ottani országos tébolyda (Nagyszebeni Királyi Elmegyógyintézet) igazgatójaként működött. Itt a kezdeti nehézségeken kívül az akkor Erdélyben irányadó körök politikája ellen is sokat kellett küzdenie.
1868. július 3-tól az akkor megalakult Budapest–Lipótmezei Magyar Királyi Országos Tébolyda igazgatója. A kezdetben 300 beteget fogadni tudó létesítményt Schnirch humánus módszerekkel vezette 16 éven át. Ez elsősorban a veszélyesebb betegek tekintetében alkalmazott nyugtatók (esetleg kényszerzubbonyok, magáncellák) alkalmazását jelentette, más, erőszakosabb kényszerítő eszközök mellőzésével. Már ebben az időszakban olyan jelentősebb orvosok dolgoztak Schnirch munkatársaiként, mint Laufenauer Károly, Niedermann Gyula, Bolyó Károly, Konrád Jenő, és Oláh Gusztáv.
Sok érdemet szerzett az intézet berendezése és vezetése körül. Érdemeit királyi tanácsosi címmel ismerték el. Az 1880-as évek elején betegeskedése miatt hivatalát több hónapon át már nehezen tudta ellátni. Hosszú szenvedés után hunyt el 1884. március 8-án élete 62. évében. Testét a tébolydában szentelték be március 10-én, gyászmisét március 11-én mondtak a tiszteletére a tébolyda kápolnájában. A vízivárosi temetőben helyezték nyugalomra. A róla szóló rövid nekrológ kiemeli: „az elhúnyt mindenkor a buzgó orvos tisztviselők közé tartozott”.
Schnirch halála után az intézet vezetését Niedermann Gyula vette át.

## Családja
Felesége Schneider Lujza volt. Testvérei: Khoór Józsefné Schnirch Karolina, Seidl Ferencné Schnirch Gabriella, Hohenvesti Töply Ferencné Schnirch Róza.